# Eilema foeminea
Eilema foeminea är en fjärilsart som beskrevs av Achille Guenée 1861. Eilema foeminea ingår i släktet Eilema och familjen björnspinnare. Inga underarter finns listade i Catalogue of Life.